# Hovevey Tzion
Hovevey Tzion (în ebraică:חובבי ציון- Iubitorii Sionului) sau Hibat Tzion (în ebraică:חיבת ציון Dragostea de Sion) a fost numele colectiv al mai multor asociații sioniste întemeiate de un număr de evrei din Europa de est la sfârșitul secolului al XIX-lea și care au promovat sionismul practic, adică emigrația spre Palestina sau Țara străbună a Israelului și întemeierea de așezări, mai ales agricole, pe acel teritoriu, care, în acea vreme se afla in posesia Imperiului Otoman. Mișcarea a apărut în Imperiul Rus și în România ca reacție la antisemitism și la obstacolele întâmpinate de evreii din statele respective în calea spre emancipare, precum și sub influența trezirii conștiinței naționale în rândul popoarelor în Europa, inclusiv al evreilor. Au aderat la ea evrei din pături și curente de gândire diferite, al căror numitor comun a fost ideea Întoarcerii în Sion (Shivat Tzion), în Țara Israelului.

## Istorie
Unul din factorii care au influențat răsărirea de grupuri sioniste în România a fost decizia păturii politice conducătoare a acestei țări de a nu acorda cetățenie evreilor, inclusiv celor aflați de mai multe generații pe teritoriul ei, contrar promisiunilor făcute de fruntași politici români în timpul Revoluției Române din 1848 și al Unirii Principatelor Române în 1859. S-a făcut excepție într-un număr foarte restrâns de cazuri individuale. Au mai contribuit și alte măsuri economice și politice care i-au lovit pe evreii români și care au dus la sfârșitul secolului al XIX-lea și la valuri mari de emigrație mai ales spre Statele Unite ale Americii, de asemenea Franța și Regatul Unit. În 1873 a luat ființă în comuna Nicorești o primă asociație cu platformă presionistă-sionistă. Asociații similare au luat ființă la Ivești, Tecuci, Galați, Piatra Neamț, Bacău si Iași. Asociația din Moinești ale cărei începuturi au fost în 1874, l-a trimis în 1875 pe David Shub și alți doi însoțitori să cerceteze posibilitățile de achiziționare de pământuri și așezare în Palestina. În 1881 David Shub a înființat apoi, la Moinești, Asociația pentru așezarea Țării Israelului prin munca pământului - Ferein (sic) für Kolonien in Heiliges Land  Havura Ishuv Eretz Israel al yedey avodat adamá. În 1881-1884 în urma asasinării țarului Alexandru al II-lea de către narodnici, în sudul Imperiului Rus, mai ales în sudul și sud-estul Ucrainei, care făcea parte din teritoriile unde era permisă domicilierea evreilor, au fost organizate cu încurajarea stăpânirii, pogromuri, cunoscute în istoria evreilor sub numele ebraic de Hasufot Baneggev (Furtunile în Neghev) și cărora le-au căzut victime peste două sute de comunități evreiești. Ca reacție la pogromuri si la legile antisemite introduse de țarul Alexandru al III-lea în mai 1882, s-au produs valuri mari de emigrație evreiască spre America, numărul evreilor care au părăsit Imperiul Rus între anii 1880-1920 ajungând la două milioane. Au apărut și unele organizații care au propovăduit ideea plecării în Palestina și a renașterii naționale evreiești. În 1882 un grup de activiști sioniști numiți Hovevey Tzion (Iubitori ai Sionului) din Harkiv (Harkov) în frunte cu Zalman David Levontin și  între care s-au numărat filantropii Itzhak Leib Goldberg și Reuven Yudelevici au fondat în Palestina localitatea Rishon Letzion. Ei au izbutit aceasta în pofida obstacolelor puse de autoritățile otomane, care se opuneau cumpărării de pământuri. Mai târziu așezarea a fost întărită și lărgită de membri ai asociației numite BILU (Beit Yaakov lekhu venelkha)

### Asociațiile de tipul Hovevey Tzion
Mișcarea Hovevey Tzion sau Hibat Tzion și-a început activitatea în mod spontan și disparat. Zeci de asociații cu ideologie asemănătoare au luat naștere în Imperiul Rus, în România și în Europa centrala, fără vreo legătură între ele. Membrii lor credeau în necesitatea emigrării în Palestina, Țara Israel, pentru a se așeza acolo și a-i cultiva pământul, și pentru a clădi acolo, odată, un stat evreiesc, precum în antichitate. Au aderat la ele evrei cu conștiință națională, din toate curentele de gândire și credință, de la evrei laici, aculturați, și până la rabini cunoscuți, numitorul comun fiind Întoarcerea la Sion, obiectivele fiind mântuirea pământurilor prin achiziționare și muncă agricolă, obținerea de sprijin internațional, mai ales din partea marilor puteri, răspândirea ideii emigrației în Palestina și încurajarea ei, acordarea de ajutor așezărilor care vor fi întemeiate în regiune. Numele acestor asociații erau Ahavat Tzion (Dragostea de Sion), Ohavey Tzion (Iubitorii de Sion), Bnei Tzion (Fiii Sionului), Shivat Tzion (Întoarcerea în Sion), Kibutz Nidahey Tzion (Adunarea surghiuniților din Sion), Sheerit Israel (Rămășița Israelului), Ezra, Zerubavel etc. Asociația Hovevey Tzion din Wilno - Vilnius în Lituania includea în programul ei următoarele obligații: adunarea de fonduri, alegerea de reprezentanți pentru a vizita Palestina și a achiziționa pământuri, întocmirea listelor de candidați la emigrație - aliya, Activitatea asociațiilor era în principal filantropică și apolitică, dar, pentru a fi mai eficientă avea nevoie de unirea într-o organizație comună.

### Congresul de la Focșani
Până la sfârșitul anului 1881 au luat ființă în România, mai ales în Moldova, peste treizeci de asociații Hovevey Tzion, care au organizat un [[Congresul sionist de la Focșani, 1881|congres în orașul Focșani. Congresul s-a întrunit la 11 ianuarie 1882 (30 decembrie 1881 după calendarul iulian). Au participat 51 delegați, reprezentând 32 asociații. A fost ales un comitet central „pentru așezarea Palestinei și Siriei” având ca sediu orașul-port Galați. La scurt timp după Rishon Letzion, Hovevey Zion din Moinesti s-au stabilit în nordul Palestinei, la Rosh Pina, într-o așezare care fusese locuită temporar de evrei veniți din Tzfat (Safed) și apoi părăsită. La sfârșitul anului 1882 un grup de evrei români s-au stabilit la Zammarin, unde au înființat localitatea Zihron Yaakov 

### Congresul de la Katowice
Mesajul Hovevei Zion denumit Aruchat bat-ami a fost redactat de Isaac Rülf în 1883. În 1884 s-a reunit la Katowice ,pe atunci Kattowitz în Germania, 34 delegați ai asociațiilor protosioniste, care s-au unit în mișcarea Hovevey Tzion. O parte din membrii mișcării erau studenți și muncitori. Rabinul Samuel Mohilever a fost ales președinte de onoare al ei, iar Leon Pinsker ca președinte. Organizația a încercat sa obțină un sprijin financiar de la baronul Edmond James de Rothschild și de la alți filantropi evrei pentru a ajuta așezările evreiești create în Palestina și a organiza cursuri profesionale. În iunie 1887 s-a mai ținut o astfel de conferință la Druskininkai. Filiala din Varșovia a fost înființată de dr Ludwik Lejzer Zamenhof, creatorul limbii esperanto. Pentru a obține o recunoaștere legală din partea autorităților ramura rusă a Hovevey Tzion trebuia să se înregistreze ca o asociație de binefacere. La începutul anului 1890 guvernul rus a aprobat întemeierea ei ca Societatea pentru Sprijinirea agricultorilor și meșteșugarilor evrei din Siria si Palestina, care va deveni cunoscut sub numele de Comitetul din Odesa. El s-a ocupat de aspecte practice ale înființării de așezări agricole în Palestina și proiectele sale din 1890-1891 au inclus asistența la fondarea localităților Rehovot și Hadera și la reabilitarea satului Mishmar Hayarden. În 1882 a fost restaurată așezarea (moshava) Petah Tikva care fusese înființată în 1878 de către evrei din Ierusalim și fusese abandonată temporar. Unul din cei mai mari donatori a fost Kalonimus Wolf Wissotzki (Vîsoțki), fondatorul celei mai mari companii de ceai din Rusia, Wissotzki Tea. El a ajutat financiar așezări agricole evreiești în Palestina și a vizitat regiunea în 1884-1885. În 1897 înaintea Primului Congres Sionist, Comitetul Odesa numără peste 4000 membri. Odată cu întemeierea Organizației Sioniste, majoritatea asociațiilor de Hovevey Tzion i s-au alăturat. Valul de emigranți evrei spre Palestina în anii 1882-1903 este cunoscut ca Prima Aliya (Aliyá I, HaAliyá HaRishoná). În anul 1905 existau in Palestina otomană circa douăzeci de noi așezări evreiești.